# سفارشی‌سازی انبوه
به استفاده از سامانه‌های تولید انعطاف‌پذیر که در آن به منظور تولید خروجی سفارشی از کامپیوتر کمک گرفته می شود، سفارشی سازی انبوه می گویند. سفارشی سازی انبوه در بازاریابی، تولید، مراکز تماس و مدیریت کاربرد دارد. چنین سیستمی هزینه کم فرآیند تولید انبوه را توأم با انعطاف‌پذیری سفارشی سازی دارد.
سفارشی سازی انبوه مرزهای جدیدی به روی کسب و کارهای تولیدی و خدماتی می‌گشاید. اساس آن بر پایه افزایش قابل توجه تنوع و انعطاف‌پذیری محصول یا خدمت است به طوری که هزینه‌های تولید یا خدمات به همان نسبت افزایش پیدا نکند. در کمترین حد خود همان تولید انبوه کالا و خدمات است که بنا به نیاز هر شخص سفارشی سازی می‌شود. در حد کمال خود، مزیت استراتژیک و ارزش اقتصادی فراهم می‌کند.
سفارشی سازی انبوه یک استراتژی طراحی محصول است و در حال حاضر با هر دو تکنیک استفاده می شود (تمایز تأخیری و طراحی مدولار) تا به همراه نوآوری مؤثر ارزش پیشنهادی به مشتری را بالا ببرد .
سفارشی سازی انبوه روش «به تعویق انداختن کار تشخیص محصول برای یک مشتری خاص به آخرین نقطه ممکن در شبکه عرضه» است.
Kamis, Koufaris، و Stern آزمایش‌هایی کردند تا اثر سفارشی سازی انبوه را بررسی کنند؛ در حالی که آن را تا مرحله آخر خرید آنلاین به تعویق انداختند. آن‌ها متوجه شدند که کاربران با استفاده از یک رابط کاربری سفارشی نسبت به یک رابط کاربری مرسوم، سودمندی و لذت بیشتری دریافت می کنند، به ویژه اگر آن رابط کاربری سفارشی از پیچیدگی متوسطی برخوردار باشد. از دیدگاه مهندسی همکاری مشترک، سفارشی سازی انبوه را می‌توان به عنوان یک تلاش‌ مشترک بین مشتریان و تولیدکنندگان مشاهده کرد، که هر یک مجموعه اولویت ها و نیازهای خود را دارد، اما باید در کنار هم برای رسیدن به یک راه حل مشترک تلاش کنند که نیازهای خاص مشتری را برآورده کند و در عین حال در توان سفارشی سازی سازنده نیز باشد.
ایده سفارشی سازی انبوه در آینده کامل به Stan Davis منسوب است و توسط   Tseng & Jiao (2001, p. 685) این چنین تعریف شده است "تولید کالاها و خدماتی که نیاز خاص مشتری را با بهره وری نزدیک به تولید انبوه، برآورده کند"  Kaplan & Haenlein (2006) در رقابت با هم آن را "یک استراتژی می نامند که به صورت تولید تعاملی مشتری-کمپانی در مراحل ساخت و مونتاژ تولید ارزش می کند تا با هزینه و قیمتی مشابه آنچه در تولید انبوه ساخته می شود محصولی سفارشی تولید کند". همچنین McCarthy (2004, p. 348)، با تعریف سفارشی سازی انبوه به صورت "توانایی تولید حجم نسبتاً بزرگی محصول برای بخش نسبتاً وسیعی از بازار (یا مجموعه‌ای از تازه بازارها) که نیاز به سفارشی سازی دارند بدون از دست دادن کیفیت، تحویل و بالارفتن هزینه تولید"  نشان می‌دهد که سفارشی سازی انبوه رانه‌های اجرایی را متعادل می کند. 

## اجرا
بسیاری از پیاده‌سازی از سفارشی سازی انبوه عملیاتی هستند، مانند configurators نرم‌افزار مبتنی بر کالا است که آن را عملی برای اضافه کردن یا تغییر ویژگی‌های یک محصول اصلی یا به ساخت نرده به‌طور کامل سفارشی، از ابتدا. با این حال، این میزان سفارشی سازی جرم، فقط در مورد پذیرش محدود شده‌است. اگر بخش بازاریابی شرکت‌ها محصول منحصر به فرد (تقسیم‌بندی بازار اتمی) را ارائه می‌دهد، اغلب محصولات تولیدی به صورت جداگانه تولید نمی‌شوند، بلکه این که انواع مشابهی از یک محصول تولید شده در انبار وجود دارد. علاوه بر این، نیاز به استفاده از این تکنولوژی در زمینه سفارشی سازی بالا وجود دارد.
شرکت‌هایی که با مدل‌های کسب و کار شخصی سفارشی شده‌اند، تمایل به عرضه محصولات الکترونیکی دارند. با این حال، این‌ها «سازندگان جرم» به معنای اصلی نیستند، زیرا آن‌ها جایگزین تولید انبوه کالاهای مادی نیستند.

## انواع
کاج دوم (۱۹۹۲) چهار نوع از سفارشی سازی توده را توصیف می‌کند:
سفارشی سازی همکاری (همچنین ایجاد همکاری در نظر گرفته شده‌است) - شرکت‌ها با مشتریان فردی به منظور تعیین محصول دقیق نیازهای مشتری صحبت می‌کنند (نگاه کنید به بازاریابی شخصی و گرایش شخصی). این اطلاعات سپس برای مشخص کردن یک محصول مناسب آن مشتری خاص استفاده می‌شود. به عنوان مثال، برخی از تولیدکنندگان لباس یا کت برای متناسب با یک مشتری فردی. این همچنین با چاپ 3D با شرکت‌هایی مانند Shapeways به سفارشی سازی عمیق‌تر انجام می‌شود. مثال‌ها: مناسب لباس؛ Converse به شما اجازه می‌دهد تا رنگ یا الگوی هر عنصر خاصی از کفش را در فروشگاه یا آنلاین در نظر بگیرید.
سفارشی سازگاری - شرکت‌ها یک محصول استاندارد را تولید می‌کنند، اما این محصول در دست کاربر نهایی قابل تنظیم است (مشتریان خود آن را تغییر می‌دهند). به عنوان مثال: چراغ لوترون، که قابل برنامه‌ریزی است به طوری که مشتریان می‌توانند به راحتی زیبایی را سفارشی کنند.
سفارشی شفاف - شرکت‌ها مشتری‌های منحصر به فرد را با محصولات منحصر به فرد ارائه می‌دهند
در این مورد نیاز به دقت ارزیابی نیازهای مشتری وجود دارد. به عنوان مثال: Google AdWords و AdSense
سفارشی سازی لوازم آرایشی - شرکت‌ها یک محصول فیزیکی استاندارد تولید می‌کنند، اما آن را به روش‌های منحصر به فرد به مشتریان مختلف عرضه می‌کنند. به عنوان مثال: نوشیدنی نرم در خدمت: A can, bottle 1.25L، بطری 2l. [clarification needed]
او یک مدل کسب و کار را، «مسیر ۸٫۵ شکل»، یک روند از اختراع به تولید انبوه تا بهبود مستمر به سفارشی سازی انبوه و بازگشت به اختراع پیشنهاد داد.

## چکیده
تقریباً تمام مدیران امروز به رسمیت شناختن نیاز به ارائه خدمات برجسته به مشتریان. با این حال، تمرکز بر مشتری، هر دو ضروری و بالقوه است. بسیاری از شرکت‌ها در تمایل خود برای تبدیل شدن به خواسته مشتری، به اختراع برنامه‌ها و رویه‌های جدید برای پاسخگویی به درخواست هر مشتری پرداختند. اما همان‌طور که مشتریان و نیازهای آن‌ها به‌طور فزاینده ای متنوع می‌شوند، چنین رویکردی یک راه مطمئن برای اضافه کردن هزینه‌های غیر ضروری و پیچیدگی عملیات است. شرکت‌هایی در سراسر جهان در تلاش برای اجتناب از این مشکلات، سفارشی سازی توده ای را پذیرفته‌اند. فناوری اطلاعات آسان و فرایندهای کار انعطاف‌پذیر به آن‌ها اجازه می‌دهد کالاها و خدمات خود را برای مشتریان فردی با هزینه‌های کم در هزینه‌های بالا سفارشی کنند. اما بسیاری از مدیران متوجه شده‌اند که سفارشی سازی انبوه خود می‌تواند هزینه و پیچیدگی غیر ضروری را تولید کند. آن‌ها متوجه هستند که آن‌ها به اندازه کافی بررسی نمی‌کنند که چه نوع سفارشی سازی، مشتریانشان قبل از اینکه به جلو بروند، ارزشمند باشند. این قابل فهم است تا کنون، هیچ چارچوبی برای کمک به مدیران تعیین نوع سفارشی که باید دنبال کنند وجود نداشته‌است. جیمز گیلمور و جوزف پاین مدیران را فقط با چنین چارچوبی ارائه می‌دهند. آن‌ها چهار رویکرد متمایز برای سفارشی سازی را شناسایی کرده‌اند. هنگام طراحی یا طراحی یک محصول، فرایند یا واحد تجاری، مدیران باید هر رویکردی را برای درک احتمالی نحوه ارائه خدمات بهتر به مشتریان خود بررسی کنند. در برخی موارد، یک رویکرد واحد بر طراحی طراحی خواهد شد. با این حال، اغلب، مدیران باید ترکیبی از برخی از یا هر یک از چهار روش برای خدمت به مجموعه خاص خود از مشتریان نیاز دارند.